# (132792) Scottsmith
(132792) Scottsmith est un astéroïde de la ceinture principale.

## Description
(132792) Scottsmith est un astéroïde de la ceinture principale. Il fut découvert le 10 août 2002 à l'Observatoire interaméricain du Cerro Tololo par Robert L. Millis. Il présente une orbite caractérisée par un demi-grand axe de 3,04 UA, une excentricité de 0,08 et une inclinaison de 4,1° par rapport à l'écliptique.

## Compléments